# FK Partizani Tirana (kvinder)
FK Partizani Tirana kvinder, også kendt som KFF Partizani Tirana, er en albansk kvindefodboldklub med base i byen Tirana. De spiller deres hjemmekampe på Arena e Demave Stadium, og de konkurrerer i Albanske kvindernes Nationale Mesterskab.

## Resultater
- Albanske kvinders Nationale Mesterskab:
  - Bronze (1): Albanske kvinders Nationale Mesterskab 2023-24

(3. pladsen)
- Albansk kvindecup:
  - Silver (1): Albansk kvindecup 2023-24

(2. pladsen)